# Le Grais
Le Grais (lə ɡʁɛⓘ) es una población y comuna francesa, situada en la región de Baja Normandía, departamento de Orne, en el distrito de Argentan y cantón de Briouze.

## Demografía
| 298 | 249 | 217 | 198 | 156 | 175 |
| Para los censos de 1962 a 1999 la población legal corresponde a la población sin duplicidades (Fuente: INSEE [Consultar]) |     |     |     |     |     |